# Alsóhideghegy
Alsóhideghegy (horvátul: Donji Zebanec) falu Horvátországban, Muraköz megyében. Közigazgatásilag Szelencéhez tartozik.

## Fekvése
Csáktornyától 10 km-re északra, községközpontjától Szelencétől 3 km-re délkeletre a Muraközi-dombság területén fekszik.

## Története
A csáktornyai uradalomhoz tartozott, mely 1546-ban I. Ferdinánd király adományából a Zrínyieké lett. Miután Zrínyi Pétert 1671-ben felségárulás vádjával halálra ítélték és kivégezték minden birtokát elkobozták, így a birtok a kincstáré lett.  III. Károly 1719-ben szolgálatai jutalmául elajándékozta Althan Mihály János cseh nemesnek. A birtokot 1791-ben gróf Festetics György vásárolta meg és ezután 132 évig a tolnai Festeticsek birtoka volt.
Vályi András szerint "ZEBANECZ. Horvát falu Szala Várm. földes Urai több Urak, fekszik Szelniczához közel, és annak filiája; határja tsekély."
1920 előtt Zala vármegye Csáktornyai járásához tartozott. 1941 és 1944 között ismét Magyarországhoz tartozott. 2001-ben 190 lakosa volt.

## Külső hivatkozások
- Szelence község hivatalos oldala
- Szelence a Muraköz információs portálján